# Alexander Vershbow

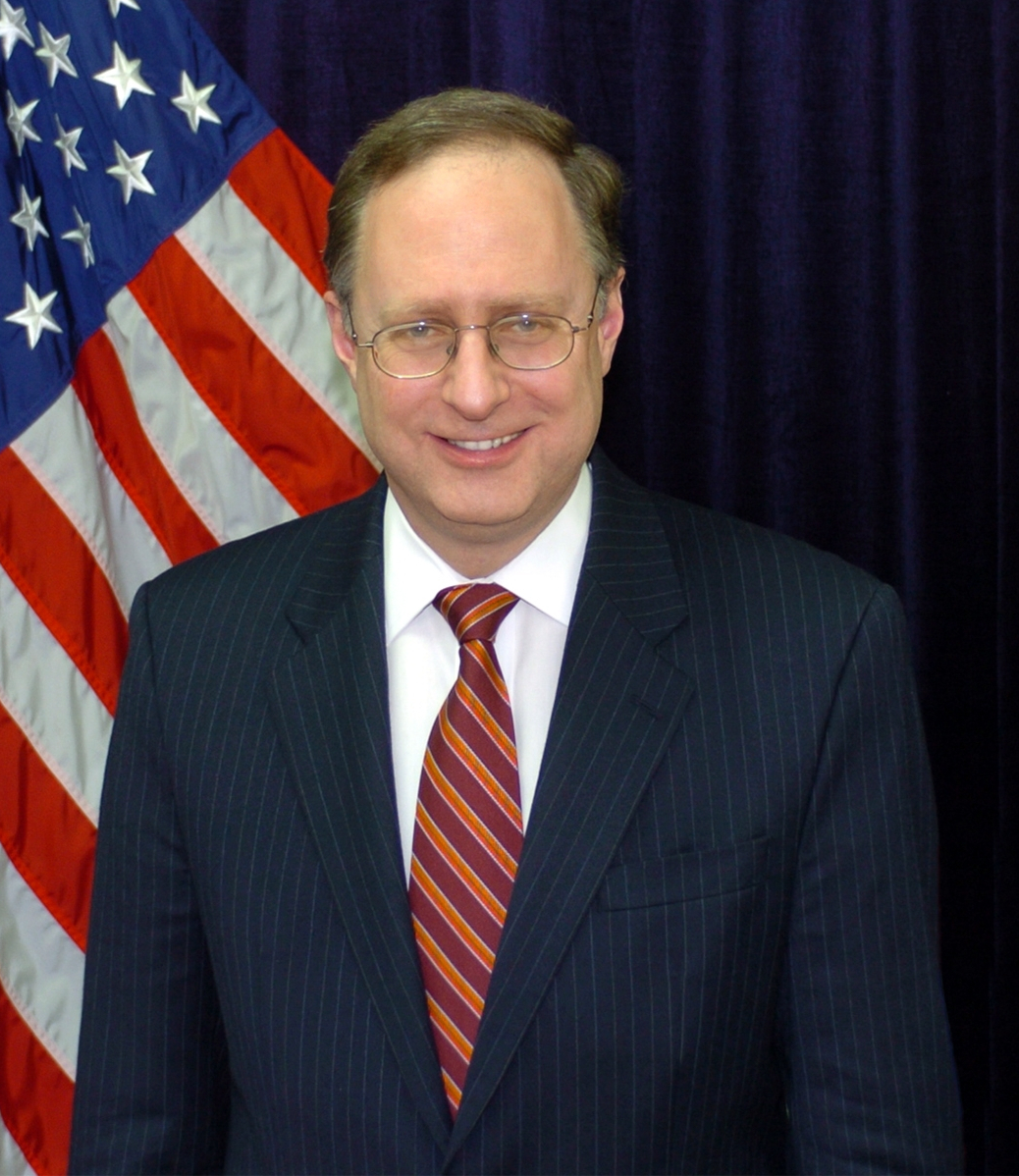
Alexander Vershbow

Alexander „Sandy“ Russel Vershbow (* 3. Juli 1952 in Boston, Massachusetts) ist ein US-amerikanischer Diplomat, der unter anderem zwischen 1998 und 2001 Ständiger Vertreter der Vereinigten Staaten bei der NATO, von 2001 bis 2005 Botschafter in Russland sowie zwischen 2005 und 2008 Botschafter in Südkorea war. Anschließend fungierte er von 2009 bis 2012 erst als Assistant Secretary of Defense for International Security Affairs sowie zwischen 2012 und 2016 als erster US-Amerikaner als Stellvertretender Generalsekretär der NATO.

## Leben

### Studien und Eintritt in den Diplomatischen Dienst
Alexander Russel Vershbow begann nach dem Schulabschluss ein Studium der Fächer Russland- und Osteuropastudien an der Yale University, das er 1974 mit einem Bachelor of Arts (B.A. Russian and East European Studies) beendete. Ein darauf folgendes postgraduales Studium im Fach Internationale Beziehungen an der Columbia University schloss er 1976 mit einem Master of Arts (M.A. International Relations) ab. 1977 trat er als Foreign Service Officer in den diplomatischen Dienst des US-Außenministeriums und fand in der Folgezeit zahlreiche Verwendungen an Auslandsvertretungen sowie in der Zentrale des Außenministeriums. Nachdem er zwischen 1977 und 1979 im Referat für Politisch-Militärische Angelegenheiten (Bureau of Politico-Military Affairs) tätig gewesen war, folgte von 1979 bis 1981 eine Verwendung an der Botschaft in der Sowjetunion sowie nach seiner Rückkehr zwischen 1981 und 1985 im Referat für Angelegenheiten der Sowjetunion. Er war danach zwischen 1985 und 1988 an der Botschaft im Vereinigten Königreich sowie zeitweilig Berater der US-Delegation bei den Gesprächen zur Begrenzung strategischer Rüstung SALT II (Strategic Arms Limitation Talks) und den Verhandlungen für den Vertrag zur Verringerung strategischer Waffen START (Strategic Arms Reduction Treaty).
Nach seiner Rückkehr aus London war Sandy Vershbow von 1988 bis 1991 Leiter des Referats Sowjetunion (State Department Director for Soviet Union Affairs) und erhielt für seine Arbeit zur Förderung der jüdischen Auswanderung aus der UdSSR 1990 den „Natan Scharanski“-Friedenspreis der Union der Räte der sowjetischen Juden. Danach fand er Verwendung an der Ständigen Vertretung bei der NATO und war dort zwischen 1991 und 1993 stellvertretender Ständiger Vertreter und Geschäftsträger (Chargé d’affaires). In dieser Funktion nahm er im November 1991 auch am NATO-Gipfeltreffen teil, bei dem die Gründung des NATO-Kooperationsrates NAAC (North Atlantic Cooperation Council) sowie die eine erste NATO-Militärmission in den Jugoslawienkriegen entschieden wurden. Nach seiner Rückkehr fungierte er zwischen 1993 und 1994 als Erster stellvertretender Leiter der Unterabteilung für Europa und Kanada im Außenministerium (Principal Deputy Assistant Secretary of State for European and Canadian Affairs).
Vershbow war zwischen 1994 und 1997 im Nationalen Sicherheitsrat NSC (National Security Council) als Leitender Direktor für Europa-Angelegenheiten tätig sowie zugleich Sonderassistent von US-Präsident Bill Clinton. In diesen Funktionen war er maßgeblich an der Stärkung der US-Verteidigungsbeziehungen zu Verbündeten in Europa und Asien sowie an der Umgestaltung der NATO und anderer europäischer Sicherheitsorganisationen beteiligt, um den Herausforderungen nach dem Kalten Krieg zu begegnen. Er war auch zentral an den Bemühungen zur Förderung von Demokratie und Menschenrechten in der ehemaligen Sowjetunion. beteiligt. Für seinen Beitrag bei den Friedensbemühungen in den Jugoslawienkriegen wurde ihm 1997 der Joseph J. Kruzel-Preis des US-Verteidigungsministeriums verliehen.

### Botschafter bei der NATO, in Russland und Südkorea

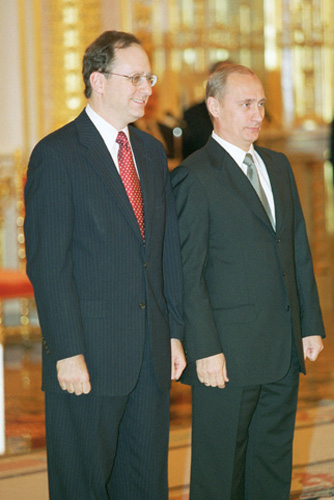
Botschafter Alexander Vershbow mit dem Präsidenten Russlands Wladimir Putin (17. Oktober 2001)

Am 10. November 1997 löste Alexander Vershbow Robert E. Hunter als Ständiger Vertreter der Vereinigten Staaten bei der NATO ab und bekleidete diesen Posten bis zu seiner Ablösung durch R. Nicholas Burns am 9. Juli 2001. Nach dem Massaker von Račak, ein Ereignis in der innerstaatlichen Phase des Kosovo-Konflikts bekannt, bei dem am 15. und 16. Januar 1999 im Kosovo mindestens 40 Menschen in und bei dem Dorf Račak (albanisch Reçak) aufgefunden wurden, die von jugoslawischen Streitkräften erschossen worden waren, entwarf er einen detaillierten Vorschlag zur Befriedung der Situation durch US-amerikanische und russische Truppen, der jedoch von der US-Regierung abgelehnt wurde. Für seine Verdienste als Botschafter bei der NATO wurde er 2001 der Distinguished Service Award des US-Außenministeriums ausgezeichnet.
Im Anschluss übernahm er am 17. Oktober 2001 von James Franklin Collins den Posten als Botschafter in Russland und verblieb auf diesem Posten bis zum 22. Juli 2005, woraufhin William Joseph Burns sein dortiger Nachfolger wurde. Für sein Eintreten für Demokratie, Menschenrechte und Rechtsstaatlichkeit in Russland verlieh ihm die American Bar Association (ABA) 2005 den „Ambassador’s Award“. Danach wurde er als Nachfolger von Christopher R. Hill am 17. Oktober 2005 Botschafter der in Südkorea und verblieb auf diesem Posten bis zum 18. September 2008, woraufhin Kathleen Stephens seine dortige Nachfolge antrat. Für seine Beiträge bei den Verhandlungen über das Freihandelsabkommen zwischen Südkorea und den USA wurde er 2007 mit dem „Cordell Hull“-Preis für wirtschaftliche Verdienste des US-Außenministeriums geehrt.

### Assistant Secretary of Defenseund Stellvertretender NATO-Generalsekretär
Nach seinem Ausscheiden aus dem diplomatischen Dienst wechselte Alexander Vershbow ins Verteidigungsministeriums und löste dort am 3. April 2009 Mary Beth Long als Assistant Secretary of Defense for International Security Affairs ab und war als solcher Leiter der dortigen Unterabteilung für Angelegenheiten der Internationalen Sicherheit bis Februar 2012, woraufhin Derek Chollet seine dortige Nachfolge antrat. In dieser Position war er für die Koordinierung der US-Sicherheits- und Verteidigungspolitik in Bezug auf die Nationen und internationalen Organisationen Europas wie der NATO, des Nahen Ostens und Afrikas verantwortlich. Für seine Verdienste in dieser Zeit wurde ihm 2012 die Distinguished Civilian Service Medal des Verteidigungsministeriums verliehen.
Im Februar 2012 wurde Sandy Vershbow als Nachfolger von Claudio Bisogniero erster US-Amerikaner als Stellvertretender Generalsekretär der NATO. Diese Funktion hatte er vier Jahre bis Oktober 2016 inne und wurde daraufhin von Rose Gottemoeller abgelöst, die wiederum als erste Frau stellvertretende NATO-Generalsekretärin wurde. Er ist zurzeit Wissenschaftler (Distinguished Fellow) am „Brent Scowcroft“-Zentrum für internationale Sicherheit des Atlantic Council und engagiert sich zudem im Council on Foreign Relations (CFR) sowie das European Leadership Network (ELN). Er ist mit Lisa Verschbow verheiratet, einer bekannten Schmuckdesignerin und Goldschmiedin. 